# Bernhard Heeb
 (juillet 2024).
Pour les articles homonymes, voir Heeb.
Bernhard S. Heeb (né en 1976) est un préhistorien allemand. Il est custode au Musée de préhistoire et de protohistoire de Berlin.

## Formation et profession
Heeb a étudié de 1998 à 2005 la préhistoire et la protohistoire, l'étude des antiquités du Proche-Orient, la sociologie et l'histoire de l'art à la FU Berlin et à la Université de Würzburg. En 2009, il a obtenu son doctorat en préhistoire et protohistoire à l'université Université de Francfort sur le thème Die prähistorische Besiedlungsgeschichte und Nutzung des Bodenseerheintals.
De 2009 à 2011, il a été assistant scientifique en formation continue au Musée de pré- et protohistoire, puis collaborateur scientifique de 2011 à 2018. Les expositions temporaires « Russen & Deutsche - 1000 Jahre Kunst, Geschichte und Kultur » et « Die Vikinger », dont il a été le commissaire, ont fait sensation. Depuis 2018, Heeb est conservateur des collections suivantes au Museum für Vor- und Frühgeschichte:
- Troie - domaine de collection des antiquités de Schliemann
- Domaine de collection de l'âge du bronze
- Domaine de collection Anthropologie

## Travaux de recherche
Heeb a participé à de nombreuses fouilles, en particulier à la recherche archéologique sur l'âge du bronze en Roumanie et à la recherche sur la colonisation de l'âge du bronze et du début de l'âge du fer sur le Suusamyr dans les montagnes du Tian Shan (Kirghizistan). Heeb a reçu une attention particulière du public pour les recherches qu'il a coordonnées sur la provenance des restes humains provenant de contextes coloniaux, la collection de crânes de l'anthropologue Felix von Luschan.
La collaboration de Heeb avec l'anthropologue Barbara Teßmann, qui s'est fait remarquer à plusieurs reprises dans la presse internationale par ses thèses racistes, a suscité de vives critiques de la part des militants.

## Affiliations et activités au sein de commissions
- depuis 1998 membre de la Gesellschaft für Archäologie in Württemberg und Hohenzollern e.V..
- depuis 2010, membre de la Société berlinoise d'anthropologie, d'ethnologie et de préhistoire (assesseur, temporairement directeur)[6]

## Publications (sélection)
Monographies
- La vallée du Rhin de Constance comme espace d'habitation et voie de communication aux époques préhistoriques. Eine siedlungsarchäologische Untersuchung (= Frankfurter Archäologische Schriften 20). Habelt, Bonn 2011
- Feldkirch, Altenstadt-Grütze. Un site d'holocauste de l'âge du Néolithique dans le Vorarlberg (= Frankfurter Archäologische Schriften 13 ; = Schriften des Vorarlberger Landesmuseums Reihe A : Landschaftsgeschichte und Archäologie 10). Habelt, Bonn 2010,  (ISBN 978-3-7749-3657-7).

Éditeur
- avec A. Szentmiklosi, R. Krause, Matthias Wemhoff (éd.) : Fortifications : Rise and Fall of Defended Sites in Late Bronze and Early Iron Age of South-East-Europe. Conférence internationale Timisoara, Romania 2015. (= Berliner Beiträge zur Vor- und Frühgeschichte 21). Berlin 2017
- avec Charles Kabwete-Mulinda (éd.) : Human Remains from the Former German Colony of East Africa. Recontextualisation et approches pour la restitution. Böhlau, Cologne e. a. 2022.

Articles
- avec R. Lehmphul, A. Szentmiklosi, A. Stobbe, R. Krause : The Genesis of the Fortification of Corneşti-Iarcuri near the Mureş Lower Course (Romanian Banat) - A Phase Model on the Chronology of the Settlement and Fortification Structures. In : S. Hansen, R.Krause (éd.) : Bronze Age Fortresses in Europe - Proceedings of the Second International LOEWE Conference, 9-13 October 2017 in Alba Iulia. In : UPA 335, Bonn, 2019, 253-278.
- Un lourd héritage - Des restes humains issus de contextes coloniaux dans les collections de la Fondation du patrimoine culturel prussien. In : Museumsjournal 1/2019, 36-37.
- avec R. Krause, A.Szentmiklosi, R. Lehmphul, K. Teinz, A. Balarie, Ch. Herbig, A. Stobbe, J. Schmid, D. Schäffler, M. Wemhoff : Corneşti-Iarcuri - Les fouilles 2013 et 2014 dans la grande agglomération fortifiée du Banat roumain. In : Eurasia Antiqua 22, 2019, 133-184.
- avec R. Lehmphul, A. Georgescu, A. Szentmiklosi, A. Bălărie, K. Teinz, R. Krause, Matthias Wemhoff : Maisons, fosses et un vase de Lusace - Résultats des recherches de terrain menées en 2016 et 2017 sur l'habitat de Corneşti-Iarcuri à la fin de l'âge du bronze dans le Banat roumain. In : Acta Praehist. Arch. 50, 2018, 31-43.